# Rubén González (luge)
Pour les articles homonymes, voir Rubén González et González.
Rubén González est un lugeur argentin né le 26 juillet 1962. En 2010, il vivait à Houston aux États-Unis. Il est marié et a deux enfants. Il commence la compétition en 1984 et y met un terme à l'issue des J.O. 2010. Il mesure 1,80 m pour 90 kg. Il a participé à quatre Jeux olympiques. Il fut le porte-drapeau de la délégation argentine aux J.O. de Calgary et d'Albertville. Son frère Marcelo (en) fut aussi lugeur aux Jeux olympiques. Il est surtout connu pour avoir disputé ses quatre Jeux dans quatre décennies différentes (ce qui constitue un record), puisque son meilleur résultat est 31e à La Plagne et qu'il finit dernier à Whistler. Après six années sans compétition, il réussit à se qualifier pour ses quatrièmes Jeux et avait l'intention de poursuivre jusqu'aux Jeux de Sotchi. Mais il confie aux médias qu'il met un terme à sa carrière, à la suite du décès de Nodar Kumaritashvili à Whistler lors des J.O. 2010. 

## Palmarès
- Jeux olympiques[2]
  - Calgary 1988 : 32e
  - Albertville 1992 : 31e
  - Salt Lake City 2002 : 42e
  - Vancouver 2010 : 38e